# Carico di stato limite ultimo
Un carico nell'ingegneria strutturale è un sistema di forze applicate che possono originare una deformazione e conseguente stato di sollecitazione in una struttura.
Un carico di stato limite ultimo è
il carico concentrato oppure distribuito che, secondo le previsioni progettuali, porterebbe la struttura ad una condizione molto preoccupante: collasso parziale o totale.
Si tratta di un valore spesso ipotetico, soggetto a margini di errore, soprattutto se la struttura presenta particolari complessità. La cautela nei confronti di tali eventualità è affidata a vari coefficienti di sicurezza, che trasformano il carico di stato limite ultimo ed il carico limite di esercizio in carico di progetto.
Questo termine fa riferimento al metodo degli stati limite utilizzato per il progetto di costruzioni civili, attualmente in vigore in Italia ed in Europa, e contenuto nell'eurocodice.